# Trait de centralisation
 (juillet 2024).
Le trait de centralisation est une petite barre oblique de certaines variantes de la transcription phonétique Teuthonista, placée en bas à gauche de certains symboles, notamment pour indiquer la centralisation d’une voyelle. Un distinction peut être faite entre une centralisation faible avec un trait simple et une centralisation forte avec un trait pointé.
Dans le SNOB (Sprachatlas von Nordostbayern), le trait de centralisation est aussi utilisé avec l ‹ l᪹ › pour représenter le Oberpfälzer l, une consonne palatale latérale.